# 滋賀県道224号多賀高宮線
滋賀県道224号多賀高宮線（しがけんどう224ごう たがたかみやせん）は、滋賀県犬上郡多賀町から彦根市に至る一般県道である。

## 概要
犬上郡多賀町大字多賀から彦根市高宮町に至る。
お多賀さんで親しみを持って呼ばれる多賀大社の北側を通って、国道306号と国道8号を結んでいる。

### 路線データ
- 起点：犬上郡多賀町大字多賀（多賀北交差点、国道306号交点）
- 終点：彦根市高宮町（高宮町大北交差点、滋賀県道528号彦根環状線交点）

## 路線状況

### 重複区間
- 滋賀県道330号甲良多賀線（犬上郡多賀町大字多賀・多賀大社西交差点 - 犬上郡多賀町大字土田・土田南交差点）

## 地理

### 通過する自治体
- 滋賀県
  - 犬上郡多賀町 - 彦根市

### 交差する道路
| 交差する道路                                    | 市町村名 | 市町村名 | 交差する場所 | 交差する場所            |
| ----------------------------------------------- | -------- | -------- | ------------ | ----------------------- |
| 国道306号 国道307号 重複                        | 犬上郡   | 多賀町   | 大字多賀     | 多賀北交差点 / 起点     |
| 滋賀県道330号甲良多賀線 重複区間起点            | 犬上郡   | 多賀町   | 大字多賀     | 多賀大社西交差点        |
| 滋賀県道330号甲良多賀線 重複区間終点            | 犬上郡   | 多賀町   | 大字土田     | 土田南交差点            |
| 滋賀県道528号彦根環状線 / くすのき通り 旧中山道 | 彦根市   | 彦根市   | 高宮町       | 高宮町大北交差点 / 終点 |

### 交差する鉄道
- 東海道新幹線
- 近江鉄道本線

### 沿線
- 多賀大社
- 近江鉄道多賀線
  - 多賀大社前駅 - スクリーン駅
- 多賀郵便局
- ブリヂストン 彦根工場
- 近江鉄道本線・近江鉄道多賀線 高宮駅